# 正一電気
株式会社正一電気（しょういちでんき）は、鹿児島県鹿児島市に本社を置く電気工事会社。
マツヤデンキやケーズデンキのフランチャイジーを経て、ヤマダ電機（現：ヤマダデンキ）と合弁会社を設立し、間もなく各店舗を同社に譲渡して家電量販業からは撤退した。

## 沿革
- 1968年（昭和43年） 7月 - 創業。
- 1974年（昭和49年）10月 - 株式会社正一電気設立。
- 1989年（平成元年） 1月 - マツヤデンキとFC契約。
- 1997年（平成9年）
  - 9月 - マツヤデンキとのFC契約を解除し、新たにケーズデンキと契約を結ぶ。
- 2001年（平成13年）11月 - ミスターコンセントとFC契約。
- 2007年
  - 1月 - ヤマダ電機と合弁会社の株式会社九州テックランドを設立[注 1]
  - 2月 - ヤマダ電機と提携のため、ケーズデンキとのFC契約を解除。一部の店舗は新たに設立された九州ケーズデンキに譲渡。
  - 3月 - ヤマダ電機との合弁会社である株式会社東九州テックランド設立。
- 2008年（平成20年）10月 - 九州テックランドと東九州テックランドの全店舗をヤマダ電機へ譲渡し、同社との資本提携を解除。
- 2018年（平成30年）6月 - いろはタウンかせだ開業。

## いろはタウンかせだ
鹿児島県南さつま市加世田地頭所町（イケダパン加世田工場跡）に2018年開設されたショッピングセンターで、正一電気が運営する。メイン店舗はヤマダ電機テックランドNew加世田店。